# Унгаретти, Джузеппе
Джузе́ппе Унгаре́тти (итал. Giuseppe Ungaretti, 8 февраля 1888, Александрия, Египет — 1 июня 1970, Милан, Италия) — итальянский поэт и переводчик, один из основателей итальянского герметизма. Лауреат литературных премий Монтефельтро (1960) и Этна-Таормина (1966), а также Нейштадтской литературной премии (1970).

## Биография
Родился в семье эмигрантов из-под Лукки, его отец работал на строительстве Суэцкого канала. В юности увлекся поэзией Леопарди, Бодлера, Малларме, философией Ницше. В 1912—1914 Унгаретти жил в Париже, познакомился с Аполлинером, Пикассо, Кирико, Модильяни, Браком, посещал в Сорбонне лекции Бергсона. Добровольцем участвовал в Первой мировой войне.
В конце 1910 — начале 1920-х был идейно близок к итальянскому фашизму, служил корреспондентом в профашистской газете, второе издание книги его стихов «Погребенный порт» вышло в 1923 с предисловием Муссолини. В 1928 обратился в католицизм. С 1936 по 1942 жил в Бразилии. В 1942 был избран в итальянскую Академию, стал профессором современной литературы в Римском университете, где преподавал до 1958.
Скончался от бронхопневмонии. Похоронен на римском кладбище Кампо Верано.

## Творчество
В начале входил в круг футуристов (Соффичи, Папини, Палаццески). Впоследствии стал, вместе с Сальваторе Квазимодо, Эудженио Монтале, одним из основателей итальянского герметизма. Переводил Шекспира, Расина, Гонгору, Малларме, Рильке, Элиота.

## Признание
Лауреат итальянских литературных премий Монтефельтро (1960) и Этна-Таормина (1966), международной Нейштадтской премии (1970). На его стихи писали музыку Х. В. Хенце, Э. Картер, Х. Холлигер.

## Произведения

### Стихи
- Il Porto Sepolto (1916)
- Allegria di Naufragi (1919)
- Il Porto Sepolto (1923)
- L’Allegria (1931)
- Sentimento del Tempo (1933)
- La guerra (1947)
- Il Dolore (1947)
- Gridasti: Soffoco… (1950)
- La Terra Promessa (1950)
- Un grido e Paesaggi (1952)
- Poesie disperse (1915—1927) (1959)
- Il Taccuino del Vecchio (1960)
- Dialogo (1968)
- Vita d’un uomo. Tutte le poesie (1969)

### Проза и эссеистика
- II povero nella città (1949)
- Il Deserto e dopo (1961)

## Публикации на русском языке
- Стихи// Итальянская поэзия в переводах Евгения Солоновича. М.: Радуга, 2000, с. 296—319
- Над бездной воспоминаний (подборка из стихов Джузеппе Унгаретти, в переводе Андрея Графова) // «Дружба народов» (№ 5; 1998 г.).
- Стихи в переводах Юсуфа Караева
- Стихи// Перевод с итальянского и вступительная статья Петра Епифанова
- [www.stihi.ru/2009/07/19/2210 Стихи// Перевод с итальянского Владимира Ермолаева]